# Parc national de Nxai Pan
Le parc national de Nxai Pan est situé au nord de la route Nata–Maun, dans le centre-est du Botswana. Il s’étend sur environ 2 100 km² et comprend les pans de Nxai (en), Kgama-Kgama et Kudiakam. Le parc fait partie de l’ensemble des Pans de Makgadikgadi, des cuvettes salées fossiles recouvertes de prairies en saison des pluies,.
En 1970, une réserve de gibier y a été créée sur 1 676 km². En 1992, après l’ajout de la zone des Baines’ Baobabs, il devient officiellement parc national sur 2 578 km².

## Géographie et paysages
Nxai Pan est une cuvette salée fossile d’environ 40 km², entourée de formations d’acacia et de lopins d’herbe,. En saison des pluies (novembre à avril), ces pans se transforment en vastes prairies verdoyantes,,.

## Accès et infrastructures
Nxai Pan est accessible toute l’année, mais il est recommandé de disposer d’un véhicule 4x4, surtout en saison des pluies,.
Le parc compte un camp principal (Nxai Pan Camp) et deux sites de campement : South Camp (avec eau) et un emplacement près des Baines’ Baobabs (sans eau),.

## Tourisme
La période de migration (décembre à avril) correspond à la haute saison touristique,.